# Günther Huber
Günther Huber (Brunico, 28 de octubre de 1965) es un deportista italiano que compitió en bobsleigh en las modalidades doble y cuádruple.
Participó en cuatro Juegos Olímpicos de Invierno, entre los años 1992 y 2002, obteniendo dos medallas en la prueba doble: bronce en Lillehammer 1994 (junto con Stefano Ticci) y oro en Nagano 1998 (con Antonio Tartaglia).
Ganó dos medallas en el Campeonato Mundial de Bobsleigh, oro en 1999 y plata en 1997, y seis medallas en el Campeonato Europeo de Bobsleigh entre los años 1991 y 2000.

## Palmarés internacional
| Juegos Olímpicos   | Juegos Olímpicos           | Juegos Olímpicos  | Juegos Olímpicos |
| Año                | Lugar                      | Medalla           | Prueba           |
| ------------------ | -------------------------- | ----------------- | ---------------- |
| 1994               | Lillehammer (Noruega)      | Medalla de bronce | Doble            |
| 1998               | Nagano (Japón)             | Medalla de oro    | Doble            |
| Campeonato Mundial |                            |                   |                  |
| Año                | Lugar                      | Medalla           | Prueba           |
| 1997               | Sankt Moritz (Suiza)       | Medalla de plata  | Doble            |
| 1999               | Cortina d'Ampezzo (Italia) | Medalla de oro    | Doble            |
| Campeonato Europeo |                            |                   |                  |
| Año                | Lugar                      | Medalla           | Prueba           |
| 1991               | Cervinia (Italia)          | Medalla de bronce | Doble            |
| 1994               | La Plagne (Francia)        | Medalla de oro    | Cuádruple        |
| 1994               | La Plagne (Francia)        | Medalla de plata  | Doble            |
| 1997               | Königssee (Alemania)       | Medalla de oro    | Doble            |
| 1998               | Igls (Austria)             | Medalla de bronce | Doble            |
| 2000               | Cortina d'Ampezzo (Italia) | Medalla de plata  | Doble            |